# Bastion van de beul
Het bastion van de beul (slowaaks: katova bašta) is het grootste en best bewaarde monument van de middeleeuwse vestingswerken in de Slowaakse stad Košice. Het bouwwerk dateert van de 15e eeuw en werd opgetrokken in twee fasen.

## Geschiedenis
Het bastion werd na 1441 verwezenlijkt door de kapitein van Košice, Ján Jiskra van Brandýs (°~1400 - †~1469). Deze was in dienst van koning Ladislaus Posthumus (°1440 - †1457) en nam deel aan de bouw van verscheidene vestingwerken ingevolge het toegenomen gevaar voor belegering door de aanhangers van Wladislaus van Varna (°1424 - †1444).
Kapitein Jiskra liet de stadspoort van Košice beschermen door een toentertijd nieuw versterkingselement: de barbacane. In de eerste fase was dat een eenvoudig halfrond gebouw, dat los stond van de stadswallen.
In de tweede fase, die dateert uit de jaren 1461-1471, werd de barbacane radicaal omgebouwd tot een enorme artillerieconstructie met tien kazematten. Door zijn grootte en door een ondersteuning met een kleiwal die de schokken van de artillerie moest temperen, werd het bastion een unieke versterking.

## Gebruik als museum
In 1935 werden de eerste stappen ondernomen om het vestingswerk te benutten als museum. Nadien, in de jaren 1940-1943, werd vlakbij, op enkele meters afstand, een replica opgetrokken, van het huis waar Ferenc II Rákóczi (1676 - 1735) verbleef tijdens zijn ballingschap. Deze replica kreeg de naam Rodošto en werd gebouwd op de grond van een woning die toentertijd aan de noordkant van het bastion stond. 
Na de Tweede Wereldoorlog bleef de fortificatie in gebruik als museumopslagplaats en later als expositieruimte. Op de gelijkvloerse verdieping bevindt zich de zogenaamde Galéria bašta (vertaald: Bastiongalerij), waar regelmatig kunsttentoonstellingen worden gehouden.
De vesting en zijn onmiddellijke omgeving werden in 2009 gerenoveerd. Deze werkzaamheden werden uitgevoerd met Europese subsidies. Voor de wederopbouw werd in totaal circa € 650.000 gereserveerd.

## Illustraties

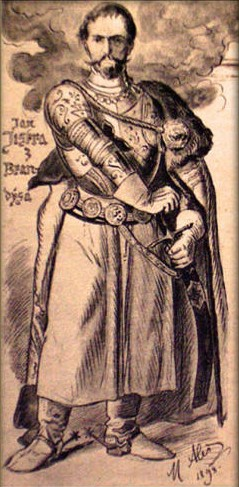
Ján Jiskra van Brandýs[1] die het bastion liet bouwen.
Kanon in de directe omgeving.